# Немачка на Светском првенству у атлетици на отвореном 2023.
Немачка је на 19. Светском првенству у атлетици на отвореном 2023. одржаном у Будимпешти од 19. до 27. августа учествовала седамнаести пут под овим именом, односно, учествовала је на свим првенствима од Светског првенства 1991. у Токију до данас. Репрезентацију Немачке је представљало 68 такмичара (36 мушкараца и 32 жене) који су се такмичили у 37 дисциплина (20 мушких, 16 женских и 1 мешовита).,
На овом првенству такмичари Немачке нису освојили ниједну медаљу. У табели успешности према броју и пласману такмичара који су учествовали у финалним такмичењима (првих 8 такмичара) Немачка је са 13 финалиста заузела 12. место са освојених 36 бодова.
| Плас. | Земља   | 1. место | 2. место | 3. место | 4. место | 5. место | 6. место | 7. место | 8. место | Бр. финал. | Бод. |
| ----- | ------- | -------- | -------- | -------- | -------- | -------- | -------- | -------- | -------- | ---------- | ---- |
| 12.   | Немачка | 0        | 0        | 0        | 1        | 4        | 2        | 3        | 3        | 13         | 36   |

## Учесници
| Мушкарци: - Јулиан Вагнер — 100 м - Јошуа Хартман — 200 м - Мануел Сандерс — 400 м - Амос Бартелмајер — 1.500 м - Сем Парсонс — 5.000 м - Нилс Фоигт — 10.000 м - Хафтом Велдаи — Маратон - Јоханес Мочман — Маратон - Joshua Abuaku — 400 м препоне - Emil Agyekum — 400 м препоне - Kонстантин Прајс — 400 м препоне - Карл Бебендорф — 3.000 м препреке - Кевин Кранц — 4×100 м - Лукас Анса Пепра — 4×100 м - Јосхуа Хартман — 4×100 м - Јаник Волф — 4×100 м - Jean Paul Bredau — 4×400 м, 4х400 м (м+ж) - Марвин Шлегел — 4×400 м - Марк Кох — 4×400 м - Мануел Сандерс — 4×400 м, 4х400 м (м+ж) - Кристофер Линке — 20 км ходање, 35 км ходање - Карл Јунгханс — 35 км ходање - Карл Доман — 35 км ходање - Тобијас Поти — Скок увис - Олег Церникел — Скок мотком - Gillian Ladwig — Скок мотком - Макс Хес — Троскок - Хенрик Јансен — Бацање диска - Шевен Рихтер — Бацање диска - Данијел Јасински — Бацање диска - Сорен Клозе — Бацање кладива - Мерлин Хамел — Бацање кладива - Јулиан Вебер — Бацање копља - Лео Неугебауер — Десетобој - Мануел Ајтел — Десетобој - Никлас Каул — Десетобој | Жене: - Ђина Лукенкемпер — 100 м, 4×100 м - Ребека Хазе — 100 м, 4×100 м - Кристина Херинг — 800 м - Мајти Колберг — 800 м - Мелат Јисак Кејета — Маратон - Каролина Крафцик — 400 м препоне, 4×100 м - Ајлин Демс — 400 м препоне - Оливија Гирт — 3.000 м препреке - Лујза Виланд — 4×100 м - Сина Мајер — 4×100 м - Луна Тил — 4×400 м - Алис Шмит — 4×400 м, 4х400 м (м+ж) - Мона Мејер — 4×400 м - Елиса Лехлајтнер — 4х400 м (м+ж) - Скади Шиер — 4х400 м (м+ж) - Saskia Feige — 20 км ходање - Бјанка Марија Дитрих — 35 км ходање - Кристина Хонсел — Скок увис - Јохана Геринг — Скок увис - Ањули Кнеше — Скок мотком - Марисе Лузоло — Скок удаљ - Микаела Асани — Скок удаљ - Кира Витман — Троскок - Јемиси Огунлеје — Бацање кугле - Сара Гамбета — Бацање кугле - Јулија Ритер — Бацање кугле - Кристин Пуденц — Бацање диска - Шанис Крафт — Бацање диска - Клаудин Вита — Бацање диска - Софија Вајсенберг — Седмобој - Ванеса Грим — Седмобој - Каролин Шефер — Седмобој |

## Резултати

### Мушкарци
| Атлетичар                                              | Дисциплина       | Лични рекорд | Квалификације      | Квалификације      | Полуфинале            | Полуфинале            | Финале                | Финале       | Детаљи |
| Атлетичар                                              | Дисциплина       | Лични рекорд | Резултат           | Место              | Резултат              | Место                 | Резултат              | Место        | Детаљи |
| ------------------------------------------------------ | ---------------- | ------------ | ------------------ | ------------------ | --------------------- | --------------------- | --------------------- | ------------ | ------ |
| Јулиан Вагнер                                          | 100 м            | 10,11        | 10,31              | 5. у гр. 7         | Нису се квалификовали | Нису се квалификовали | Нису се квалификовали | 41 / 71 (75) |        |
| Јошуа Хартман                                          | 200 м            | 20,02        | 20,51              | 4. у гр. 3         | Нису се квалификовали | Нису се квалификовали | Нису се квалификовали | 25 / 54 (58) |        |
| Мануел Сандерс                                         | 400 м            | 45,07        | 45,34(.339)        | 4. у гр. 6         | Нису се квалификовали | Нису се квалификовали | Нису се квалификовали | 25 / 41 (45) |        |
| Амос Бартелмајер                                       | 1.500 м          | 3:34,39      | 3:35,44            | 7. у гр. 1         | Нису се квалификовали | Нису се квалификовали | Нису се квалификовали | 21 / 58      |        |
| Сем Парсонс                                            | 5.000 м          | 13:12,78     | 13:24,50           | 9. у гр. 2         |                       |                       | Није се квалификовао  | 39 / 43 (44) |        |
| Нилс Фоигт                                             | 10.000 м         | 27:30,01     |                    |                    |                       |                       | 29:06,79              | 21 / 22 (25) |        |
| Хафтом Велдаи                                          | Маратон          | 2:09:06      | 2:11:25            | 15 / 60 (85)       |                       |                       |                       |              |        |
| Јоханес Мочман                                         | Маратон          | 2:11:30      | 2:14:19            | 26 / 60 (85)       |                       |                       |                       |              |        |
| Joshua Abuaku                                          | 400 м препоне    | 48,45        | 48,32 КВ           | 1. у гр. 4         | 48,39 кв              | 3. у гр. 3            | 48,53                 | 8 /41 (43)   |        |
| Emil Agyekum                                           | 400 м препоне    | 48,73        | 49,00 кв           | 6. у гр. 5         | 48,71 ЛР              | 5. у гр. 2            | Није се квалификовао  | 15 / 41 (43) |        |
| Kонстантин Прајс                                       | 400 м препоне    | 48,45        | 49,45              | 6. у гр. 1         | Није се квалификовао  | Није се квалификовао  | Није се квалификовао  | '26 /41 (43) |        |
| Карл Бебендорф                                         | 3.000 м препреке | 8:19,59      | 8:22,33            | 8. у гр. 3         |                       |                       | Није се квалификовао  | 15 / 17      |        |
| Кевин Кранц Лукас Анса Пепра Јосхуа Хартман Јаник Волф | 4 х 100 м        | 37,97 НР     | Нису завршили трку | Нису завршили трку | Нису се квалификовали | Нису се квалификовали |                       |              |        |
| Jean Paul Bredau Марвин Шлегел Марк Кох Мануел Сандерс | 4 х 400 м        | 2:59,86 НР   | 3:00,67 НРС        | 6. у гр. 2         | Нису се квалификовали | 11 / 17               |                       |              |        |
| Кристофер Линке                                        | 20 км ходање     | 1:18:42 НР   |                    |                    |                       |                       | 1:18:12 НР, ЛР        | 5 / 47 (50)  |        |
| Кристофер Линке                                        | 35 км ходање     | 2:27:05 НР   | 2:25:35 НР, ЛР     | 34 / 33 (49)       |                       |                       |                       |              |        |
| Карл Јунгханс                                          | 35 км ходање     | 2:28:19      | 2:27:08 ЛР         | 9 / 33 (49)        |                       |                       |                       |              |        |
| Карл Доман                                             | 35 км ходање     | 2:30:59      | Није завршио трку  | Није завршио трку  |                       |                       |                       |              |        |
| Тобијас Поти                                           | Скок увис        | 2.35         | 2,28 кв            | 3. у гр. Б         |                       |                       | 2,33                  | 5 / 35 (36)  |        |
| Олег Церникел                                          | Скок мотком      | 5,87         | 5,70 ЛРС           | 6. у гр. Б         | Нису се квалификовали | 14 / 29 (34)          |                       |              |        |
| Gillian Ladwig                                         | Скок мотком      | 5,72         | 5,35               | 12. у гр. А        | Нису се квалификовали | 22 / 29 (34)          |                       |              |        |
| Макс Хес                                               | Троскок          | 17,52        | 16,48              | 10. у гр. Б        | Нису се квалификовали | 18 / 31 (37)          |                       |              |        |
| Хенрик Јансен                                          | Бацање диска     | 66,42        | 63,79 кв           | 5. у гр. А         | 63,80                 | 8 / 35                |                       |              |        |
| Шевен Рихтер                                           | Бацање диска     | 65,88        | 63,37              | 9. у гр. Б         | Нису се квалификовали | 16 / 35               |                       |              |        |
| Данијел Јасински                                       | Бацање диска     | 67,47        | 63,36              | 10. у гр. Б        | Нису се квалификовали | 17 / 35               |                       |              |        |
| Сорен Клозе                                            | Бацање кладива   | 76,06        | 72,23              | 10. у гр А         | Нису се квалификовали | 22 / 33 (35)          |                       |              |        |
| Мерлин Хамел                                           | Бацање кладива   | 76,06        | Без пласмана       | Без пласмана       | Није се квалификовао  | Није се квалификовао  |                       |              |        |
| Јулиан Вебер                                           | Бацање копља     | 89,54        | 82,39 кв           | 2. у гр. А         | 85,79                 | 4 / 34 (37)           |                       |              |        |

#### Десетобој
| Атлетичар      | Дисциплина | 100 м       | Даљ     | Кугла     | Вис  | 400 м | 110 м пр. | Диск  | Мотка    | Копље    | 1.500 м     | Укупно | Пласман      | Белешка |
| -------------- | ---------- | ----------- | ------- | --------- | ---- | ----- | --------- | ----- | -------- | -------- | ----------- | ------ | ------------ | ------- |
| Лео Неугебауер | Резултат   | 10,69(.681) | 8,00 ЛР | 17,04 ЛР  | 2,02 | 47,99 | 14,75     | 47,63 | 5,10 =ЛР | 57,95 ЛР | 4:43,93 ЛРС | 8.645  | 5 / 18 (23)  |         |
| Лео Неугебауер | Бодови     | 931         | 1.061   | 916       | 822  | 910   | 880       | 821   | 941      | 707      | 656         | 8.645  | 5 / 18 (23)  |         |
| Мануел Ајтел   | Резултат   | 10,44       | 7,14    | 14,85     | 1,99 | 48,47 | 14,39     | 41,30 | 4,70     | 60,12    | 4:33,70 ЛР  | 8.191  | 11 / 18 (23) |         |
| Мануел Ајтел   | Бодови     | 989         | 847     | 780       | 794  | 886   | 925       | 691   | 819      | 740      | 720         | 8.191  | 11 / 18 (23) |         |
| Никлас Каул    | Резултат   | 11,20 ЛРС   | 77,16   | 14,85 ЛРС | 2,02 | НС    |           |       |          |          |             |        | НЗ           |         |
| Никлас Каул    | Бодови     | 817         | 852     | 780       | 822  | 0     |           |       |          |          |             |        | НЗ           |         |

### Жене
| Атлетичарка                                             | Дисциплина       | Лични рекорд | Квалификације    | Квалификације | Полуфинале            | Полуфинале            | Финале                | Финале       | Детаљи |
| Атлетичарка                                             | Дисциплина       | Лични рекорд | Резултат         | Место         | Резултат              | Место                 | Резултат              | Место        | Детаљи |
| ------------------------------------------------------- | ---------------- | ------------ | ---------------- | ------------- | --------------------- | --------------------- | --------------------- | ------------ | ------ |
| Ђина Лукенкемпер                                        | 100 м            | 10,95        | 11,21 КВ         | 3. у гр. 4    | 11,18(.180)           | 5. у гр. 1            | Није се квалификовала | 16 / 54 (56) |        |
| Ребека Хазе                                             | 100 м            | 11,06        | 11,43(.424)      | 6. у гр. 7    | Није се квалификовала | Није се квалификовала | Није се квалификовала | 36 / 54 (56) |        |
| Кристина Херинг                                         | 800 м            | 1:59,41      | 2:00,06(.053) КВ | 2. у гр. 3    | 2:01,66               | 7. у гр. 2            | Није се квалификовала | 22 / 56      |        |
| Мајти Колберг                                           | 800 м            | 1:59,24      | 2:01,41(.401)    | 4. у гр. 6    | Није се квалификовала | Није се квалификовала | Није се квалификовала | 41 / 56      |        |
| Мелат Јисак Кејета                                      | Маратон          | 2:23:57      |                  |               |                       |                       | 2:29:04               | 11 / 65 (78) |        |
| Каролина Крафцик                                        | 400 м препоне    | 54,32        | 54,53(.521) КВ   | 3. у гр. 1    | 54,58                 | 5. у гр. 2            | Нису се квалификовале | 13 / 41      |        |
| Ајлин Демс                                              | 400 м препоне    | 55,72        | 55,29 кв, ЛР     | 5. у гр. 4    | 56,71                 | 8. у гр. 3            | Нису се квалификовале | 24 / 41      |        |
| Оливија Гирт                                            | 3.000 м препреке | 9:26,98      | 9:24,28 КВ, ЛР   | 5. у гр. 3    |                       |                       | 9:20,08 ЛР            | 14 / 42      |        |
| Лујза Виланд, Сина Мајер, Ђина Лукенкемпер, Ребека Хазе | 4 х 100 м        | 41,37 НР     | 42,78 кв, НРС    | 4. у гр. 1    | 42,98                 | 6 / 15 (17)           |                       |              |        |
| Луна Тил Алис Шмит Мона Мејер Каролина Крафцик          | 4 х 400 м        | 3:15,92 НР   | 3:27,74 НРС      | 6. у гр. 1    | Нису се квалификовале | 10 / 15 (17)          |                       |              |        |
| Saskia Feige                                            | 20 км ходање     | 1:28:28      |                  |               |                       |                       | 1:32:12               | 29 / 40 (48) |        |
| Бјанка Марија Дитрих                                    | 35 км ходање     | 3:00:55      | 3:03:05          | 29 / 36 (47)  |                       |                       |                       |              |        |
| Кристина Хонсел                                         | Скок увис        | 1,98         | 1,89 кв          | 6. у гр. Б    |                       |                       | 1,94                  | 8 / 34 (35)  |        |
| Јохана Геринг                                           | Скок увис        | 1,92         | 1,85             | 11. у гр. А   | Нису се квалификовале | 23 / 34 (35)          |                       |              |        |
| Ањули Кнеше                                             | Скок мотком      | 4,55         | 4,35             | 14. у гр. А   | Нису се квалификовале | 27 / 32 (37)          |                       |              |        |
| Марисе Лузоло                                           | Скок удаљ        | 6,84         | 6,66 кв          | 6. у гр. Б    | 6,58                  | 9 / 34 (36)           |                       |              |        |
| Микаела Асани                                           | Скок удаљ        | 6,91         | 6,09             | 12. у гр. А   | Нису се квалификовале | 20 / 34 (36)          |                       |              |        |
| Кира Витман                                             | Троскок          | 14,08        | 13,64            | 15. у гр. А   | Нису се квалификовале | 26 / 36               |                       |              |        |
| Јемиси Огунлеје                                         | Бацање кугле     | 19,31        | 19,44 КВ, ЛР     | 2. у гр. Б    | 18,97                 | 10 / 34 (35)          |                       |              |        |
| Сара Гамбета                                            | Бацање кугле     | 19,08        | 18,70 кв         | 5. у гр. А    | 18,71                 | 12 / 34 (35)          |                       |              |        |
| Јулија Ритер                                            | Бацање кугле     | 18,60        | 18,41            | 8. у гр. Б    | Нису се квалификовале | 15 / 34 (35)          |                       |              |        |
| Кристин Пуденц                                          | Бацање диска     | 67,87        | 62,71 кв         | 4. у гр. Б    | 65,96                 | 6 / 37                |                       |              |        |
| Шанис Крафт                                             | Бацање диска     | 66,73        | 63,42 кв         | 4. у гр. А    | 65,47                 | 7 / 37                |                       |              |        |
| Клаудин Вита                                            | Бацање диска     | 66,64        | 64,51 КВ         | 1. у гр. Б    | 63,19                 | 10 / 37               |                       |              |        |

#### седмобој
| Атлетичарка       | Дисциплина | 100 м пр. | Вис       | Кугла     | 200 м | Даљ  | Копље     | 800 м   | Укупно    | Пласман      | Белешка |
| ----------------- | ---------- | --------- | --------- | --------- | ----- | ---- | --------- | ------- | --------- | ------------ | ------- |
| Софија Вајсенберг | Резултат   | 13,58     | 1,86 ЛР   | 13,97 ЛРС | 23,88 | 6,10 | 48,51 ЛРС | 2:18,03 | 6.438 ЛР  | 7 / 18 (23)  |         |
| Софија Вајсенберг | Бодови     | 1.039     | 1.054     | 792       | 992   | 792  | 831       | 850     | 6.438 ЛР  | 7 / 18 (23)  |         |
| Ванеса Грим       | Резултат   | 14,00     | 1,74 =ЛРС | 14,43     | 24,91 | 6,10 | 42,08 ЛРС | 2:14,36 | 6.088 ЛРС | 14 / 18 (23) |         |
| Ванеса Грим       | Бодови     | 978       | 903       | 823       | 895   | 823  | 707       | 902     | 6.088 ЛРС | 14 / 18 (23) |         |
| Каролин Шефер     | Резултат   | 13,60     | 1,77 ЛРС  | 13,98     | НС    |      |           |         |           | НЗ           |         |
| Каролин Шефер     | Бодови     | 1.036     | 941       | 793       | 0     |      |           |         |           | НЗ           |         |

### Мешовито
| Атлетичари                                                                                | Дисциплина | Лични рекорд | Квалификације | Квалификације | Полуфинале | Полуфинале | Финале   | Финале      | Детаљи |
| Атлетичари                                                                                | Дисциплина | Лични рекорд | Резултат      | Место         | Резултат   | Место      | Резултат | Место       | Детаљи |
| ----------------------------------------------------------------------------------------- | ---------- | ------------ | ------------- | ------------- | ---------- | ---------- | -------- | ----------- | ------ |
| Мануел Сандерс (м) Алис Шмит (ж) Jean Paul Bredau (м) Елиса Лехлајтнер (ж) Скади Шиер (ж) | 4 х 400 м  | 3:12,94 НР   | 3:13,25 НРС   | 4. у гр. 2    |            |            | 3:14,27  | 7 / 16 (17) |        |